# Pethia manipurensis
Pethia manipurensis е вид лъчеперка от семейство Шаранови (Cyprinidae). Видът е застрашен от изчезване.